# Oswaldia valida
Oswaldia valida är en tvåvingeart som först beskrevs av Charles Howard Curran 1927.  Oswaldia valida ingår i släktet Oswaldia och familjen parasitflugor. Inga underarter finns listade i Catalogue of Life.